# 2010 en fantasy
| Années de la fantasy : 2007 - 2008 - 2009 - 2010 - 2011 - 2012 - 2013    |
| Décennies de la fantasy : 1980 - 1990 - 2000 - 2010 - 2020 - 2030 - 2040 |

L'année 2010 a été marquée, en matière de fantasy, par les événements suivants.

## Naissances et décès

### Décès
- 10 mai : Frank Frazetta, artiste américain influent de la science-fiction et de la fantasy

## Films ou téléfilms
- 17 novembre : sorti en Belgique de Harry Potter et les Reliques de la Mort, partie 1, réalisé par David Yates et adapté du roman de J. K. Rowling.